# تششمه سفي دوسين (مقاطعة غيلانغرب)
تششمه‌سفي دوسين (بالفارسية: چشمه‌سفی دوسین) هي قرية تقع في كرمانشاه في إيران. يقدر عدد سكانها بـ 198 نسمة .